# Kamieńczyk (dopływ Nysy Kłodzkiej)
Kamieńczyk – potok górski w Sudetach Środkowych, w Górach Bystrzyckich, w woj. dolnośląskim.
Górski potok, lewy dopływ Nysy Kłodzkiej. Długość potoku wynosi 7 km. Źródła potoku położone są w lesie świerkowym na wschodnim stoku góry Bochniaka (712 m n.p.m.) w Górach Bystrzyckich na wysokości 645 m n.p.m.
W górnym biegu potok spływa płytką doliną przez las w kierunku Smreczyny do ujścia, już na obszarze Rowu górnej Nysy. Zasadniczy kierunek biegu Kamieńczyka jest południowy. Zbiera wody z południowych zboczy Gór Bystrzyckich i odwadnia zbocza g. Czerwień. Potok na całej długości swojego biegu jest nieuregulowany i ma wartki prąd wody, średni spadek podłużny wynosi 25‰. W potoku z ichtiofauny występuje pstrąg potokowy, głowacz pręgopłetwy i minóg strumieniowy. (

## Dopływy
- Kamionka
- kilka strumieni bez nazwy spływających z południowo-wschodnich zboczy Gór Bystrzyckich.

## Miejscowości, przez które przepływa
- Smreczyna